# الخطوط الجوية اليمنية الرحلة 626
طائرة الخطوط اليمينة رحلة 626 وهي من نوع ايرباص 310 أقلعت من مطار صنعاء الدولي اليمني بتاريخ 30 يونيو 2009 في طريقها إلى مطار الأمير سعيد إبراهيم الدولي بمدينة موروني في جزر القمر، وقد سقطت قبل وصولها المطار في الساعة 02:50 بالتوقيت المحلي من صباح يوم الثلاثاء (23:50 UTC), وعلى متنها 153 شخصا من ركاب وطاقم الطائرة. و دل التقرير النهائي أن الطائرة كانت في حال سقوط (بسبب خطأ بشري) لم يستطع الطيران إسترجاعها لحالة الطيران مرة أخرى (كما يحدث في حالات السقوط الطارئة). و قد عرض هذا التقرير الجانبان اليمني وجانب جزر القمر ....

## معلومات عن الطائرة
نوع الطائرة هو 324-A 310، ورقم تسجيلها 7O-ADJ. وتسلسل التصنيع هو 535 وصنعت في عام 1990، ولها بالخدمة مدة 19 سنة و3 أشهر، وأتمت 51,000 ساعة طيران وقت وقوع الحادث.
أول دخول تلك الطائرة بالخدمة كان 30 يونيو 1990 لشركة اير ليبرتي الفرنسية، وتسجيلها كان F-GHEJ، وقد كانت مؤجرة من شركة مؤسسة التمويل التأجيري الدولية (ILFC) حتى تاريخ استرجاعها في 23 سبتمبر 1996، واستمر تأجير الطائرة إلى عدة شركات حتى استأجرتها اليمنية بتاريخ سبتمبر 1999 واستمرت في الخدمة حتى وقوع الحادث. وقال نائب رئيس هيئة الطيران المدني اليمني محمد عبد القادر بأن سرعة الرياح كانت 61 كم/س (38 ميل/س) عند هبوط الطائرة.

## الناجي الوحيد
وكان الناجي الوحيد من رحلة IY626 Yeminia السنة من العمر 12] بهية بكاري. وكانت الطفلة الصغيرة العائمة في وسط المحيط على بعض الحطام. وقالت إنها لم يكن لها طوق النجاة، وكذلك الفتاة كانت عارية تماما، وهذا بسبب قوة الاصطدام كان قويا لدرجة ان جميع أجزاء من ملابسها تلبس انتزعت تماما من جسمها. بعد 13 ساعة من العائمة، وكانت تجد من قبل بعض الصيادين. اخذوا 12 عاما بهية بكاري على متن السفينة والرعاية هنا. وأُحضرت إلى المستشفى مصابة بكسر في الترقوة وبعض الكدمات .

## تفاصيل الحادث

تفاصيل الحادث

وقع حادث تلك الطائرة التي تتبع الخطوط الجوية اليمنية في أرخبيل جزر القمر بالمحيط الهندي، وهي من نوع ايرباص 324-310. وقد سقطت على مقربة من مطار موروني القريب من البحر وسط أوضاع جوية سيئة وذلك قبل موعد هبوطها بربع ساعة. وقد رأى الحادث سكان القرى الساحلية القريبة من المطار.
وكانت الرحلة غادرت مطار صنعاء في 21:00 من مساء الاثنين بالتوقيت المحلي للعاصمة صنعاء (السادسة بتوقيت جرينتش) حسب مصادر المطار. وهذا رابع حادث لتلك الشركة ولم يسقط ضحايا خلال الحوادث السابقة. الأولى كانت بوينغ 200-727 انزلقت بمدرج مطار أسمرة الدولي في أرتيريا بتاريخ 1 أغسطس 2001 بسبب الأمطار الغزيرة وسوء الأحوال الجوية وانقطاع الكهرباء من مطار أسمرا مما اضطر الطائرة
للانتظار في المطار مدة ثلاثة ساعات، وقد كانت هذه الطائرة في طريقها إلى مطار الخرطوم مع توقف قصير في مطار اسمرة. والثاني كان من نفس النوع وقد اختطفت بمطار جيبوتي أمبولي الدولي في 21 يناير 2001. والثالثة بوينغ 200-737 فانزلقت أيضا في مطار الخرطوم، ولم يكن هناك ضحايا في أي من الأحداث السابقة.

## الركاب
معظم ركاب الطائرة البالغ عددهم 139 بالإضافة إلى ثلاثة رضع كانوا من أهالي جزر القمر، وهناك بعض الأشخاص من الجنسية الفرنسية كانوا على متن الطائرة بالإضافة إلى 11 من طاقم الطائرة الطائر وكانت الأحوال الجوية سيئة منذ عدة أيام.

## جهود البحث والإنقاذ
حسب أقوال الشرطة جزر القمر فإنه ليست لديهم قدرات للإنقاذ في البحر، وقد أقلعت طائرتان عسكريتان فرنسيتان وسفينة فرنسية من جزيرتي مايوتي وريونيون بالمحيط الهندي للبحث عن حطام تلك الطائرة. وتحتوي جزر القمر على ثلاث جزر وهم: القمر الكبرى وأنجوان وموهلي، وتقع في قنال موزمبيق وتبعد 190 ميل (300 كم) شمال غربي مدغشقر وهي نفس المسافة عن البر الأفريقي.
وقد تم اكتشاف أول الحطام في الساعة 8:00 من صباح الثلاثاء ولم ينجو إلا واحد وكانت طفلة في الثانية عشرة من العمر.

## وصلات خارجية
- (بالفرنسية) Rapport final (Archive)
- (بالفرنسية) Rapport d'étape (Archive)
- (بالفرنسية) Accident de l'A310 de Yemenia Airways Commission d'enquête technique (Archive)